# Saarijärvi (sjö i Finland, Kajanaland, lat 65,28, long 29,33)
Saarijärvi är en sjö i Finland. Den ligger i kommunen Suomussalmi i landskapet Kajanaland, i den nordöstra delen av landet, 600 km norr om huvudstaden Helsingfors. Saarijärvi ligger 202,3 meter över havet. Den är 31 meter djup. Arean är 5,8 kvadratkilometer och strandlinjen är 29,64 kilometer lång. Sjön  ingår i Uleälvens huvudavrinningsområde.   Som namnet antyder har sjön flera öar. De största är Selkäsaari och Heposaari.
I övrigt finns följande vid Saarijärvi:
- Alajoki (ett vattendrag)